# My Sister's Crown
«My Sister's Crown» (укр. Корона моєї сестри) — пісня чеського фолк-гурту Vesna, яка була випущена 30 січня 2023 року. Ця пісня представила Чехію на пісенному конкурсі Євробачення 2023 після перемоги на ESCZ 2023, національному відборі Чехії для цьогорічного пісенного конкурсу Євробачення.

## Сюжет пісні
В інтерв'ю фан-сайту ESC Bubble двоє учасників гурту повідомили, що фронтмен гурту та автор пісень Патриція Каньок Фуксова хотіла поділитися історією про сестринство та як протест проти гендерної нерівності, сказавши, що «можна мати підтримку інших людей і [щодо теми] рівності, це не тільки між жінками, а [кожними]».

## Євробачення

### ESCZ 2023
ESCZ 2023 був національним фіналом, який організовала ČT для відбору чеського представника на пісенний конкурс Євробачення 2023. П'ять пісень і виконавців взяли участь у конкурсі, який відбувся 30 січня 2023 року в телевізійному центрі Кавчі гори у Празі, переможець буде обраний шляхом публічного голосування та оголошений 7 лютого 2023 року. Результати були розділені на 70 % від міжнародної аудиторії та 30 % від чеської аудиторії.
Під час голосування пісня «My Sister's Crown» набрала 3501 голос від чеської авдиторії та 7083 голоси від міжнародної авдиторії, отримавши загалом 10 584 голоси, перемігши з відривом в 6367 голосів від другого місця. Завдяки перемозі пісня була обрана представником Чехії на пісенному конкурсі Євробачення 2023.

### На Євробаченні
Так, як Чехія не є автофіналістом на Євробаченні 2023, то країна має взяти участь у одному з двох півфіналів. 31 січня 2023 року відбулося жеребкування, яке розмістило кожну країну в одному з двох півфіналів, а також у якій половині шоу вони виступатимуть. Чехія потрапила до першого півфіналу, який відбувся 9 травня 2023 року, і виступила в другій половині шоу. В результаті Чехія пройшла до фіналу, де виступила у другій половині, набравши 129 балів та зайнявши 10 місце.